# 비가 내려요
<비가 내려요>는 대한민국의 여성 싱어송라이터 장덕에 의해 작사 · 작곡된 곡이다. 장덕의 세 번째 정규 음반 《님 떠난 후》의 A면 2번 트랙으로 발표되었다. 

## 가사
사랑하는 사람과의 이별 후 지금 창 밖에 내리는 비처럼 내 마음도 따라 비가 내린다는 내용으로 아무리 누르려고 해도 누를 수 없는 지독한 극도의 '슬픔'이 표현되어 있다. 일설에는 《너나 좋아해 나너 좋아해》 이후 다시 솔로로서의 활동을 시작하면서 찾아드는 외로움에 오빠와 함께 살며 활동한 순간들을 그리워 하며 지은 가사라고도 한다.